# Bang Bang Kid
Pour plus de détails, voir Fiche technique et Distribution.
Bang Bang Kid est un western spaghetti hispano-italien sorti en 1967, réalisé par Luciano Sacripanti sous le pseudonyme de Luciano Lelli et par Giorgio Gentili, sous le pseudonyme de Stanley Prager.

## Synopsis
Un inventeur excentrique construit un robot mécanique en forme de pistolero pour nettoyer la ville de tout crime.

## Fiche technique
- Titre : Bang Bang Kid
- Titre espagnol : Bang, bang[1]
- Réalisation : Luciano Sacripanti (sous le pseudonyme de Luciano Lelli), Giorgio Gentili sous le pseudonyme de Stanley Prager) (co-réalisation)
- Scénario : José Luis de las Bayonas, Luciano Sacripanti (sous le pseudonyme de Luciano Lelli)
- Musique : Nico Fidenco
- Production : Sidney W. Pink, Mirko Purgatori pour Domino Films, L.M. Films
- Distribution en Italie : Ajay Film Company, Indipendenti Regionali
- Photographie : Antonio Macasoli
- Montage : Ornella Micheli
- Décors : Francesco Antonacci et Wolfgang Burmann
- Costumes : Mariolina Bono
- Maquillage : Marisa Tilly
- Genre : Comédie, Western spaghetti, Film d'aventures, Film de science-fiction
- Langues originales : italien, espagnol
- Pays de production :  Espagne,  Italie
- Durée : 87 minutes
- Année de sortie : 1967

## Distribution
- Guy Madison : Bear Bullock
- Sandra Milo : Gwenda Skaggel
- Tom Bosley : Meriweather P. Newberry
- Riccardo Garrone : Killer Kossock
- Dyanik Zurakowska : Betsy Skaggel
- Luciano Bonanni : barbier
- José María Caffarel : maire Skaggel
- Eugenio Galadini : vieil homme
- Giustino Durano : Hotchkiss
- Renato Chiantoni : employé de l'hotel
- Nazzareno Natale : tanneur
- Pino Ferrara : shérif Jake
- Ennio Antonelli : conseiller
- Mimmo Poli : barman
- Mario Danieli
- Jeanine Nardell
- Ben Tatar : Leech